# Moritz negro
Moritz negro (Der schwarze Moritz) è un cortometraggio muto del 1916 diretto da Georg Jacoby.

## Produzione
Il film - un cortometraggio in due bobine - fu prodotto da Paul Davidson per la Projektions-AG Union (PAGU).

## Distribuzione
Uscì nelle sale cinematografiche tedesche con il visto di censura del novembre 1915 che ne vietava la visione ai minori. Fu presentato in prima al Tauentzien-Palast di Berlino il 2 giugno 1916.